# Corte Lambruschini
Corte Lambruschini è un moderno centro direzionale di Genova, situato nel quartiere di Borgo Pila, nell'ex comune della Foce, a poca distanza dalla stazione ferroviaria di Genova-Brignole e da piazza della Vittoria.
Progettista del complesso è stato l'architetto Piero Gambacciani. Il progetto strutturale è stato invece realizzato dall'ingegnere Elio Montaldo.

## Origine del nome
L'edificio prende il nome da un caseggiato a corte ottocentesco, adibito a mercato e abitazioni popolari, chiamato appunto Corte Lambruschini, che sorgeva nell'allora Borgo Pila, demolito nel 1982 per lasciare il posto ai grattacieli del nuovo centro direzionale. L'antico edificio aveva preso il nome dalla famiglia Lambruschini, alcuni esponenti della quale ricoprirono nell'Ottocento importanti incarichi in ambito politico e religioso.

## Caratteristiche
Il centro direzionale di Corte Lambruschini è costituito da un elaborato complesso architettonico in vetro e acciaio che culmina con due identiche torri dalla caratteristica forma lamellare alte 86,90 metri, suddivise su 20 piani, ed è situato di fronte alla stazione di Genova Brignole, rimanendo ben visibile da tutta la zona orientale del centro di Genova e dalla bassa Val Bisagno. È il sesto edificio più alto della città.

## Attività con sede nel complesso di Corte Lambruschini
Il complesso ospita lo Starhotel President, realizzato dall'ing. Marco Dasso e dall'arch. Bruno Gabrielli e il Teatro della Corte, sede del Teatro Stabile di Genova e intitolato dal 2003 al drammaturgo e regista teatrale Ivo Chiesa. Dal 2002 al 2023 vi ha altresì avuto sede la Sampdoria.
Ospita inoltre un parcheggio interrato su 4 piani.

## Galleria d'immagini

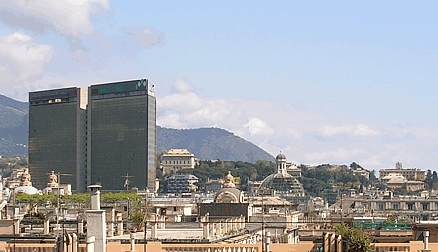
Il complesso di Corte Lambruschini visto da Carignano
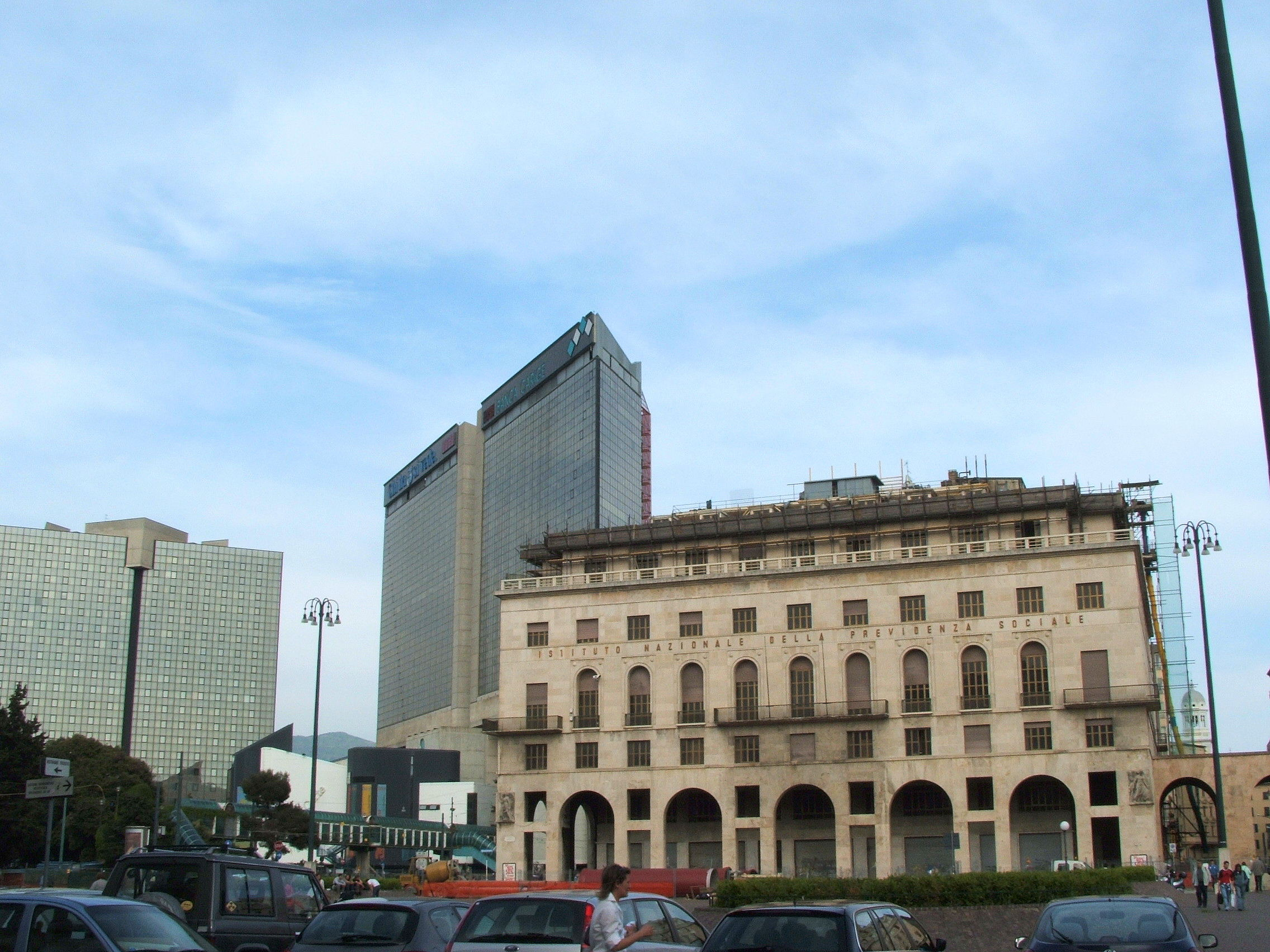
Corte Lambruschini e lo storico palazzo dell'INPS di Piazza della Vittoria
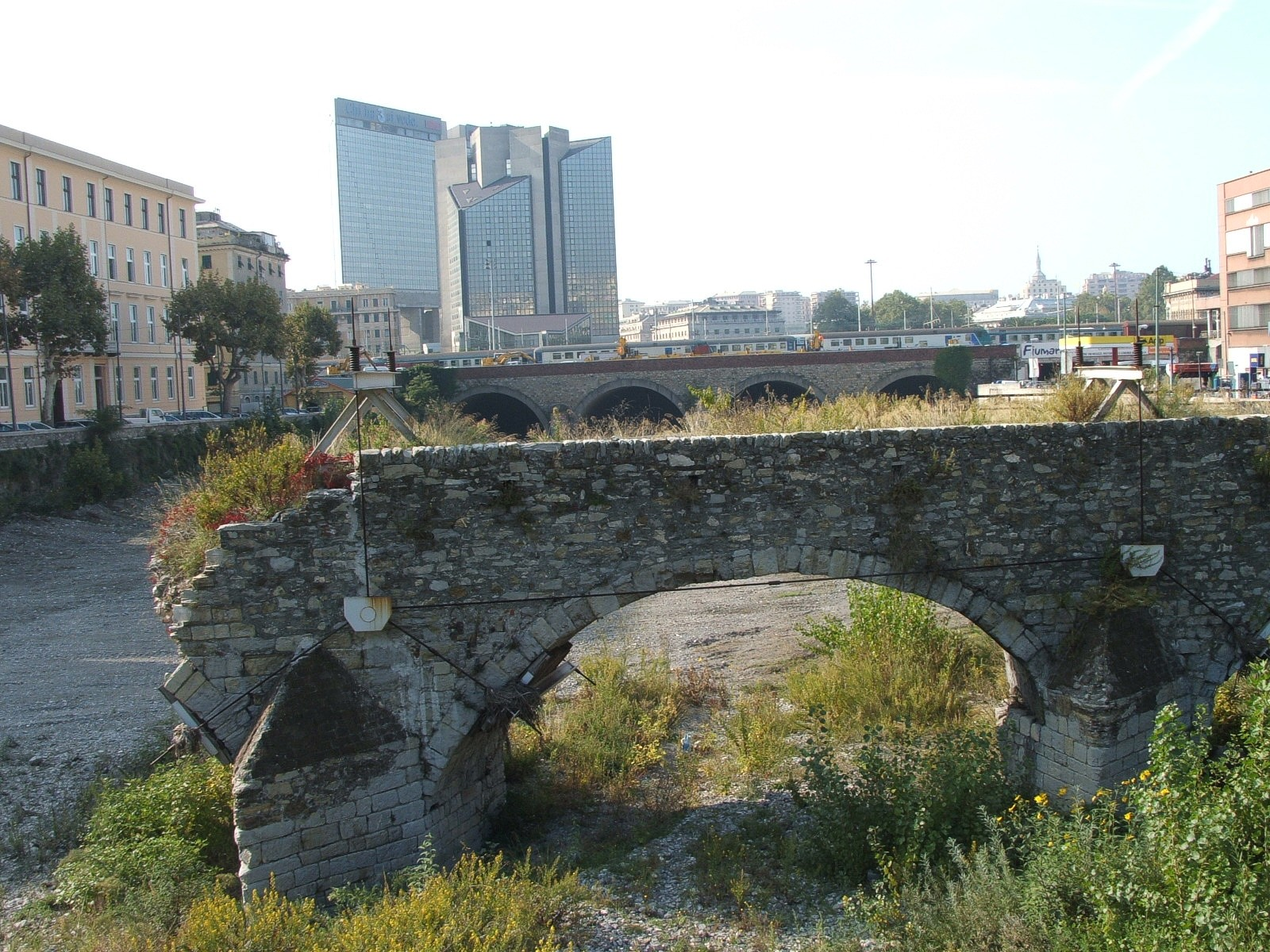
Corte Lambruschini vista dal ponte medioevale di S. Agata sul torrente Bisagno
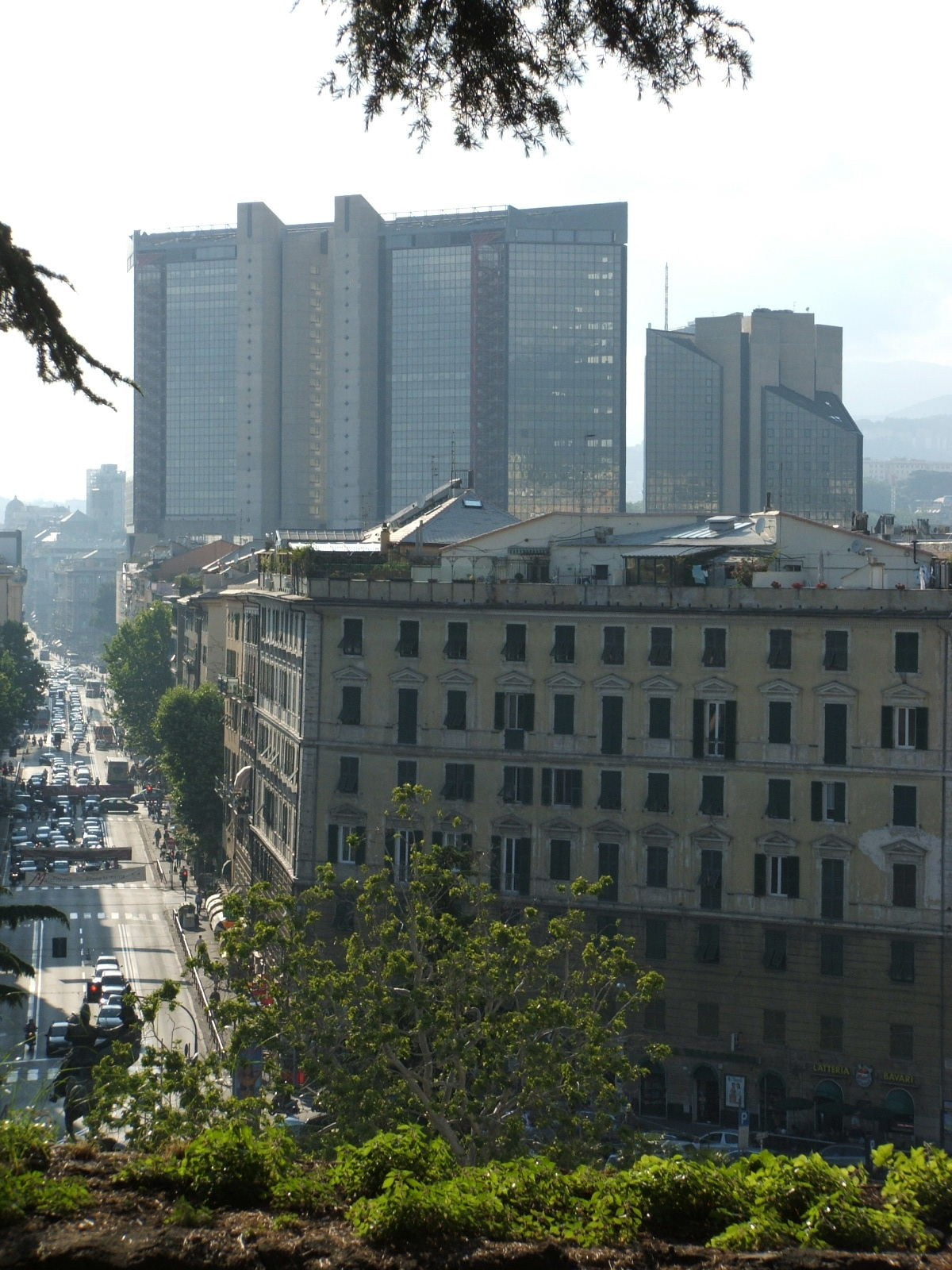
Corte Lambruschini, panorama dal "Belvedere dell'Olimpo", ad Albaro
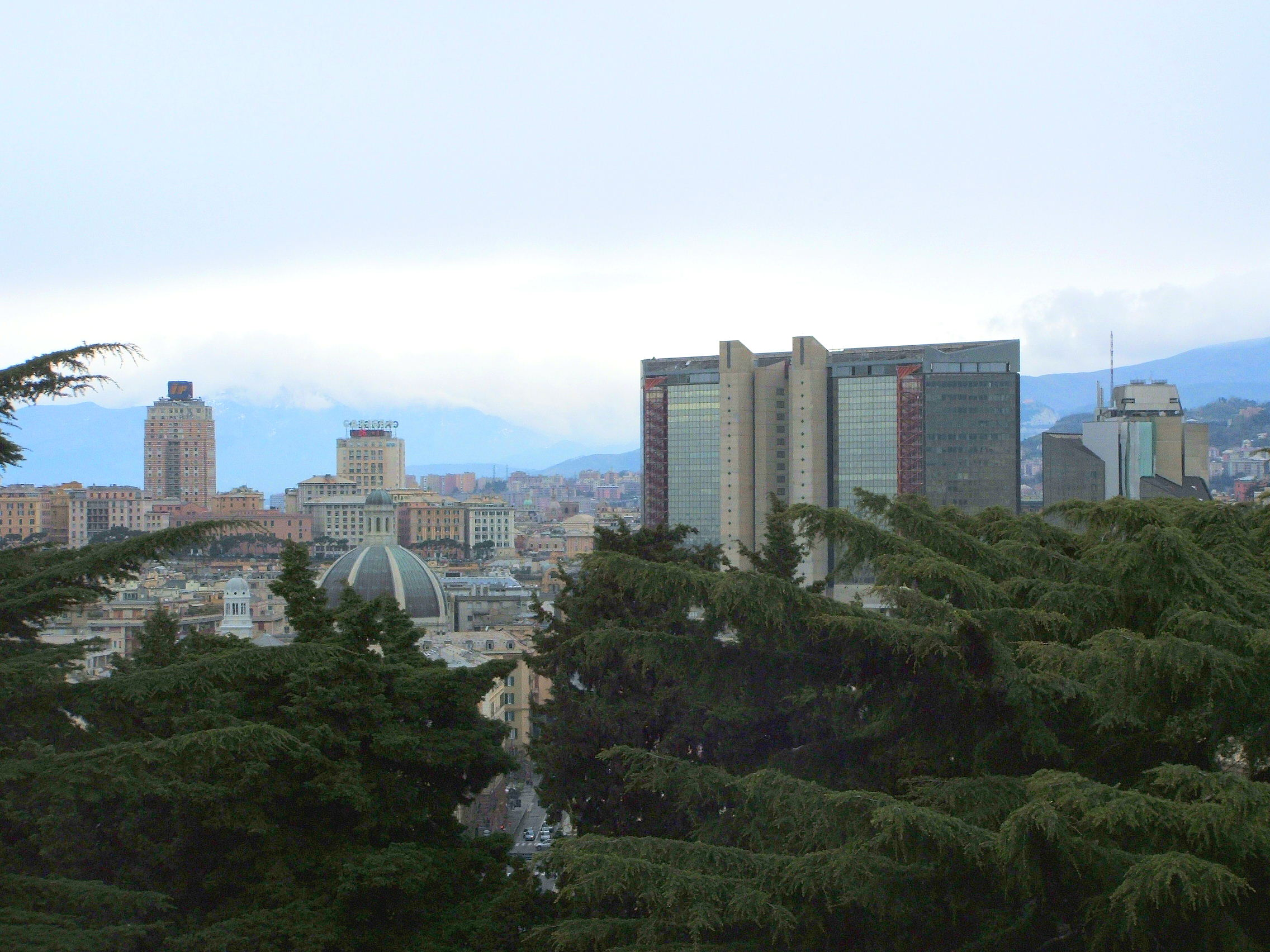
Vista da Villa Saluzzo Bombrini